# Atractodes townesi
Atractodes townesi là một loài tò vò trong họ Ichneumonidae.